# NGC 4231
NGC 4231 је лентикуларна галаксија у сазвежђу Ловачки пси која се налази на NGC листи објеката дубоког неба.
Деклинација објекта је + 47° 27' 29" а ректасцензија 12h 16m 48,9s. Привидна величина (магнитуда) објекта NGC 4231 износи 13,6 а фотографска магнитуда 14,5. NGC 4231 је још познат и под ознакама UGC 7304, MCG 8-22-94, CGCG 243-60, NPM1G +47.0223, PGC 39354.